# 星野朋市
星野 朋市（ほしの ともいち、1932年（昭和7年）3月2日 - 2015年（平成27年）10月1日）とは、日本の政治家。
参議院議員（2期）を務めた。

## 概要
1994年（平成6年）、参議院政治改革特別委員会における政治改革四法採決で自民党の方針に反して起立、当初は賛否同数で委員長採決かと思われたが、賛成多数で可決した。本会議採決で同じく造反した木暮山人・石井一二とともに、自民党を離党し、新生党に入党する。

## 略歴
- 1932年（昭和7年）3月 - 東京都生まれ。
- 1989年（平成元年）7月23日 - 第15回参議院議員通常選挙において税金党公認で比例区立候補（名簿順位第2位）したが、次点。
- 1990年（平成2年）
  - 3月 - 名簿順位第1位で当選した横溝克己が死去したため、繰り上げ当選。
  - ?月 - 税金党が解散し、自由民主党に移籍。
- 1994年（平成6年）
  - 1月30日 - 自民党を離党し、新生党に入党。
  - 4月 - 羽田内閣で、沖縄開発政務次官を務める。
  - 12月 - 新進党結党に参加。
- 1995年（平成7年）7月23日 - 第17回参議院議員通常選挙において新進党公認で比例区立候補（名簿順位第18位）し、2期目当選。
- 1998年（平成10年）1月 - 自由党結党に参加。
- 2000年（平成12年）4月 - 保守党結党に参加。
- 2001年（平成13年）
  - 6月 - 病気を理由に第19回参議院議員通常選挙に不出馬を表明。
  - 8月 - 参議院議員の任期満了。
- 2015年（平成27年）10月1日 - 心不全のため死去[1][2]。83歳没。叙従四位。[3]